# José Tieri
José Tieri (Tres Arroyos, Provincia de Buenos Aires, 1903) fue un compositor argentino, autor de la música de la Marcha de las Malvinas (1939). Como instrumentista (piano y saxofón) participó en las formaciones de René Cóspito y Eduardo Armani y fue organista de la Catedral en Salta, donde compuso "Himno a la Antártida" con letra de Luis Ortiz Behety. El 3 de enero de 1941 se dio a conocer la composición ganadora en un acto público en el Salón Augusteo de Buenos Aires: Marcha de las Malvinas, por José Tieri y Carlos Obligado. Se entona en los actos de reclamación de la soberanía de las islas Malvinas.